# Hygronemobius darienicus
Hygronemobius darienicus is een rechtvleugelig insect uit de familie krekels (Gryllidae). De wetenschappelijke naam van deze soort is voor het eerst geldig gepubliceerd in 1905 door Morse.